# Асен Белковски
Асен Илиев Белковски е български живописец, заслужил художник.

## Биография
Белковски е роден на 22 януари 1879 година в град Станимака. Негови братя са архитектът Станчо Белковски и военният деец Богдан Белковски.
Между 1896 и 1899 година следва в Рисувалното училище в София. След това заминава за Русия, където последователно учи в Художественото училище в Казан през 1899 – 1903 година и в Художествената академия в Петербург. След завършването си няколко години пътува из Европа и посещава Мюнхен и Париж, където също посещава курсове по рисуване. През 1907 година се връща в България.
Занимава се с живопис, реставрационни дейности, художествена критика, но се изявява и като поет и литературен преводач. В продължение на много години Белковски е единственият вещ реставратор на паметници на изобразителното изкуство в България. Художникът участва при изографисването на столичния храм-паметник „Свети Александър Невски“. Кореспондент е на в. „Рижки новости“, съредактор на в. „Слово“, сътрудник в сп. „Мисъл“, сп. „Българан“ и други.
През Балканската и Първата световна войни Асен Белковски се изявява като военен художник. През 1919 година става член-съосновател на дружеството „Родно изкуство“ (1919).
През 1946 година получава орден „За гражданска заслуга“ – IV степен. През 1951 година е удостоен със званието „Заслужил художник“.

## Творчество
Основната насока на работата му е в областта на пейзажа, но има и творби в портретния жанр. Пейзажите му се определят като „проникнати с нежен лиризъм“, със светла колоритна гама, в която преобладават съчетания на сребристосиви багри. Негови творби са притежание на Националната художествена галерия.